# Захаржевский, Олег Николаевич
Олег Николаевич Захаржевский (1914 — 28 октября 1974) — организатор советской алюминиевой промышленности, лауреат Ленинской премии.
С 1933 года работал на Волховском алюминиевом заводе. Последовательно занимал должности: мастер, зав. производством глиноземного цеха, с 1950 года начальник глинозёмного цеха, в 1960—1974 директор завода.
Во время Великой Отечественной войны — в эвакуации, работал на строительстве и пуске Богословского алюминиевого завода, с 1944 по октябрь 1948 года начальник глинозёмного цеха.
Лауреат Ленинской премии 1957 года - за промышленное решение проблемы комплексной переработки кольского нефелинового сырья для получения глинозёма. Награждён орденами Ленина и Трудового Красного Знамени, двумя орденами «Знак Почёта», 4 медалями. 
Изобретатель, соавтор нескольких патентов на получение двойного суперфосфата.
Похоронен на Волховском кладбище.